# Адашинская, Алёна Николаевна
Алёна Николаевна Адашинская (род. 26 апреля 1986, Норильск, Красноярский край) — российская спортсменка, чемпионка и призёр чемпионатов России по вольной борьбе, призёр чемпионата мира, мастер спорта России международного класса. Член сборной команды страны с 2006 года. В 2006 году стала бронзовым призёром чемпионата мира 2006 года в Гуанчжоу, хотя за полтора месяца до этого была лишь 12-й на юниорском чемпионате мира в Гватемале.

## Спортивные результаты
- Кубок России 2014 года — ;
- Чемпионат России по женской борьбе 2013 года — ;
- Чемпионат России по женской борьбе 2012 года — ;
- Кубок европейских наций 2012 года — ;
- Кубок России 2012 года — ;
- Кубок мира 2012 года — ;
- Гран-при Иван Ярыгин 2012 года — ;